# Chaumes boissières et coteaux de Châteauneuf-sur-Charente
Les chaumes boissières et coteaux de Châteauneuf-sur-Charente forment un site Natura 2000 créé en 2007 et situé en Charente qui présente des pelouses calcaires, une importante forêt de chênes verts, et une autre forêt principalement de chênes pubescents.

## Localisation
Situés sur la rive gauche de la Charente entre Angoulême et Jarnac, les 625 ha du site Natura 2000 forment un ensemble allongé dans l'axe nord-ouest à sud-est.
Quatre communes du département de la Charente ont une partie de leur territoire comprise dans le site Natura 2000 de chaumes boissières et coteaux de Châteauneuf-sur-Charente :
- Angeac-Charente
- Bouteville
- Châteauneuf-sur-Charente
- Graves-Saint-Amant

Toutes sauf Bouteville ont une autre partie de leur territoire dans le site Natura 2000 Vallée de la Charente entre Angoulême et Cognac.

## Géographie
La rive gauche de la Charente vers Châteauneuf est une zone de calcaire blanc et dur, de marnes et de calcaire détritique, avec par endroits de minces couches d'argile et à d'autres des zones de sable du Coniacien inférieur.
Ce plateau de calcaires crétacés est faiblement incliné vers la vallée de la Charente au nord-est.
La zone Natura 2000 est limitée à ses deux extrémités nord et sud par deux vallons dominés par des falaises, correspondant à la cuesta du Turonien (ou Angoumien). Son altitude varie entre 100 m et 32 m. Elle se compose de 69 % de forêts (44 % à feuilles caduques, 25 % de chênes verts).
Les 31 % restant sont 10 % de terres arables, en grande partie couvertes de vignes, 6 % de prairies et 5 % de zones urbanisées.
Les pelouses sèches couvrent 6 %, la lande et les broussailles 2 %, les éboulis rocheux 1 % et l'eau 1 %.

## Historique
Le site Natura 2000 chaumes boissières et coteaux de Châteauneuf-sur-Charente fait partie de la liste nationale française des sites soumis à la formation du réseau Natura 2000 et a été intégré au réseau Natura 2000 sous le numéro FR5400410 en avril 2002.
La procédure est gérée par la sous-préfecture de Cognac avec pour opérateur l'agence BKM.
Le DOCOB (document d’objectifs) a été validé le 10 décembre 2003.
La note de mise en œuvre du volet agricole a été signée le 23 juin 2004.
L'arrêté du 13 avril 2007 confirme le site en ZSC, zone spéciale de conservation.
La décision de la commission européenne du 12 décembre 2008 fait de même.

## Habitats d'intérêt communautaire
Ce sont dix habitats prioritaires qui recouvrent 32 % de la surface du site avec principalement une forêt de chênes verts Quercus ilex extra-méditerranéenne.
Les pelouses calcaires constituent cinq sites et 8 % de la surface : pelouses pionnières sur dalles rocheuses calcaires avec orchidées remarquables, pelouses calcicoles xérophiles, pelouses calcicoles mésophiles, formations rupicoles calcaires, pelouses calcicoles thérophytiques méditerranéennes et pelouses calcaires couvertes de genévriers Juniperus communis pour 2 %.
Les prairies de fauche riches en fleurs couvrent 1 %, le parcours substeppique de graminées et annuelles 1 %, les pentes rocheuses calcaires 1 %, les grottes naturelles 1 % et l'eau de rivière 1 %.

## Espèces d'intérêt communautaire

### Mammifères
En dehors du putois ce sont 10 espèces de chauve-souris dans la liste des espèces d'intérêt communautaire  qui sont présentes mais de façon non significative : Grand Rhinolophe (Rhinolophus ferrumequinum) et  Petit Rhinolophe (Rhinolophus hipposideros), Grand Murin (Myotis myotis), Barbastelle (Barbastella barbastellus), Oreillard roux, Pipistrelle commune, Vespertilion de Daubenton (Myotis daubentoni), Vespertilion à moustaches (Myotis mystacinus), Vespertilion de Natterer (Myotis nattereri), Minioptère de Schreibers (Miniopterus schreibersi).

### Oiseaux
Sont considérés d'intérêt communautaire 5 rapaces diurnes, 2 passereaux et 1 engoulevent.
Le Milan noir Milvus migrans, la bondrée apivore (Pernis apivorus), le busard cendré Circus pygargus et le busard Saint-MartinCircus cyaneus sont des rapaces diurnes migrateurs. Le Circaete Jean-le-Blanc Circaetus gallicus lui aussi rapace diurne migrateurs est lui spécialisé dans la chasse des serpents.

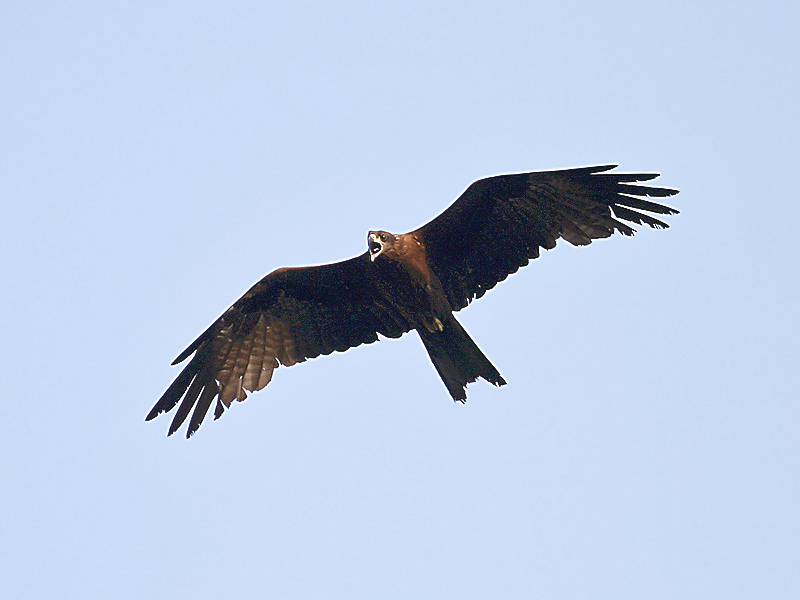
Milan noir
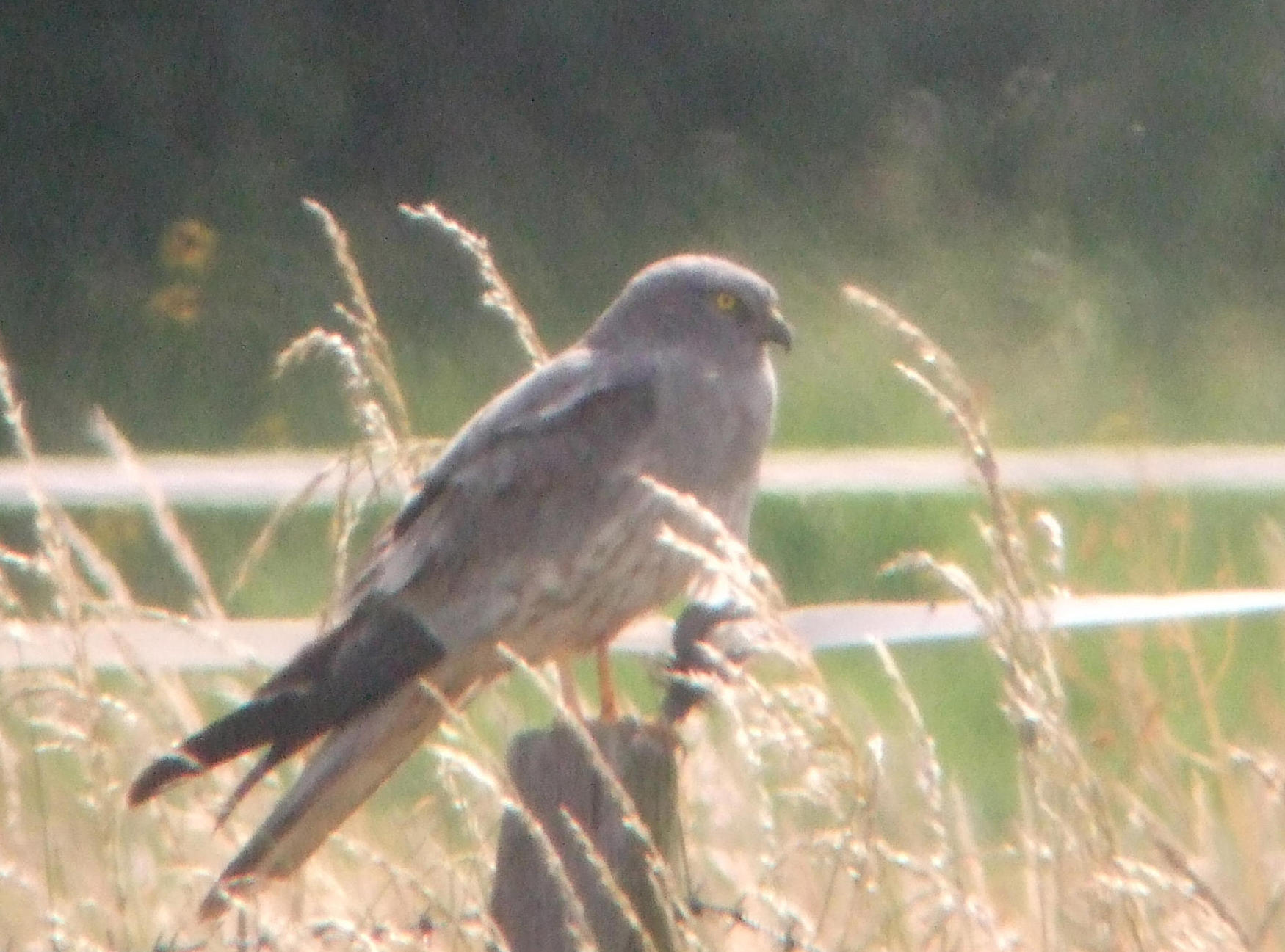
busard cendré
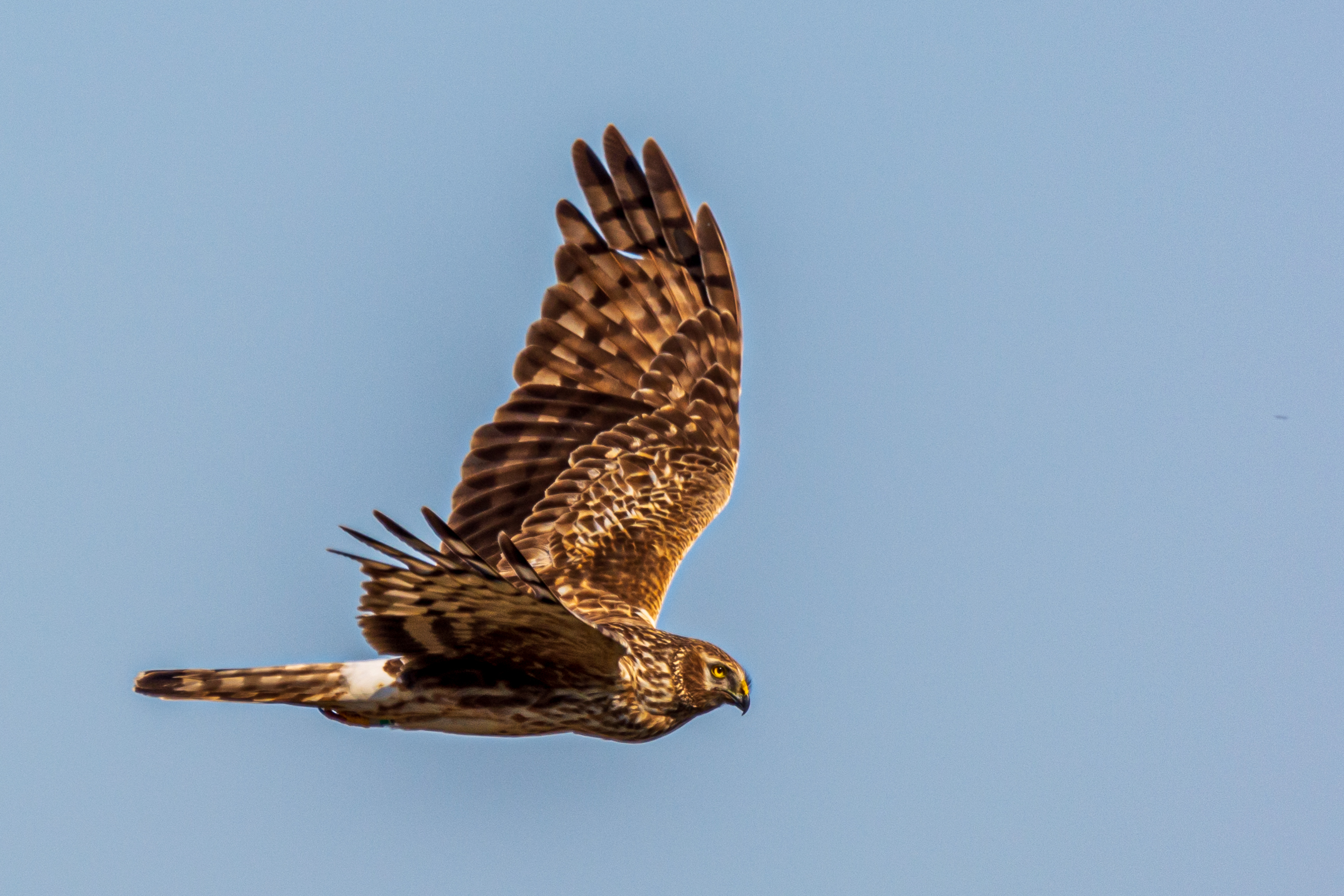
busard Saint-Martin
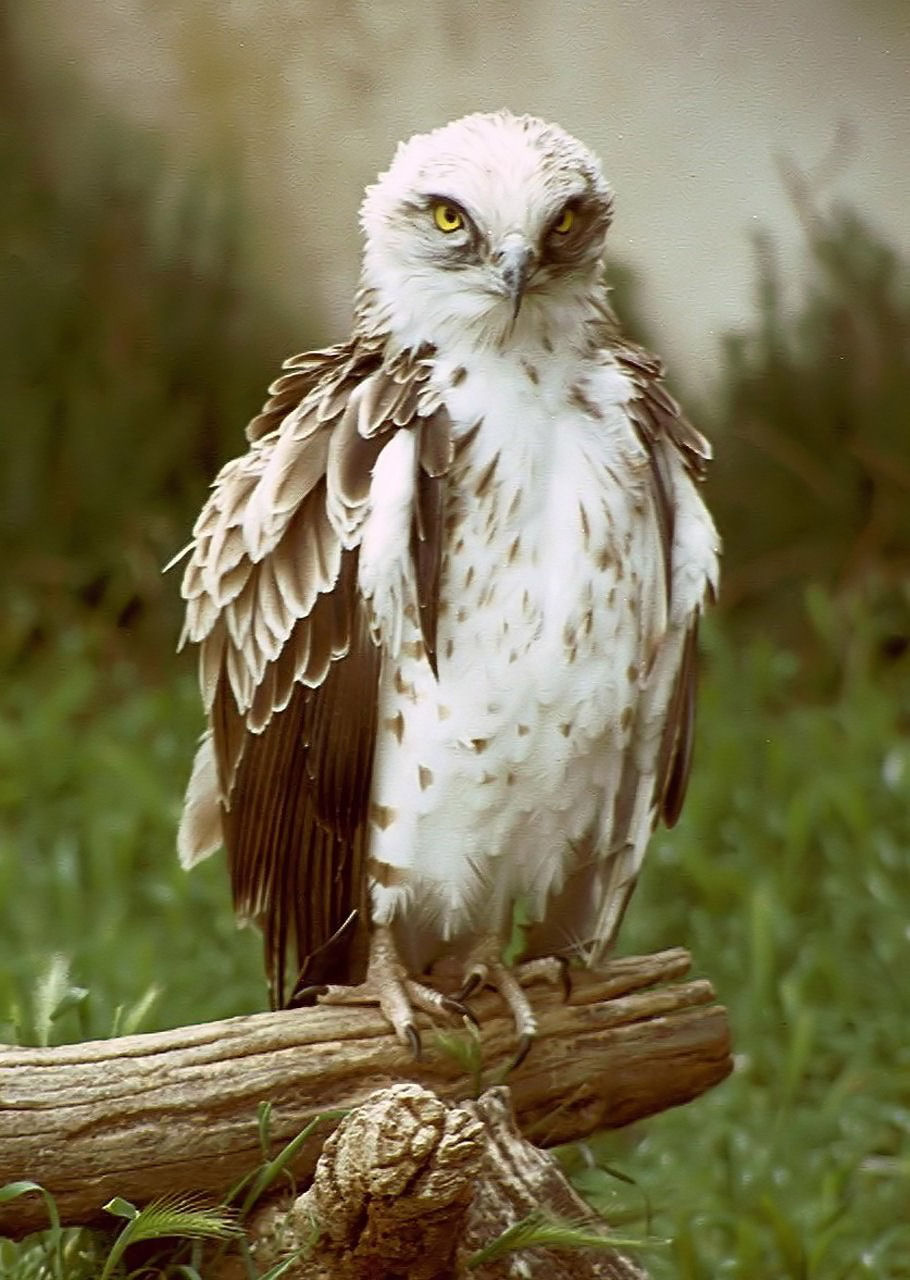
Circaete Jean-le-Blanc

L'engoulevent d'Europe(Caprimulgus europaeus) est un chasseur nocturne de papillons,
L'alouette lulu (Lulula arborea) et le Pipit rousseline sont des passereaux sédentaires.

### Reptiles
Deux espèces de lézards, le Lézard vert (Lacerta bilineata) et le Lézard des murailles(Podarcis muralis), ainsi qu'un serpent, la Couleuvre verte et jaune (Hierophis viridiflavus) sont présents.

### Amphibiens
Sont présents le crapaud accoucheur Alytes obstetricans, la grenouille agile (Rana dalmatina) et une salamandre, le triton marbré (Triturus marmoratus).

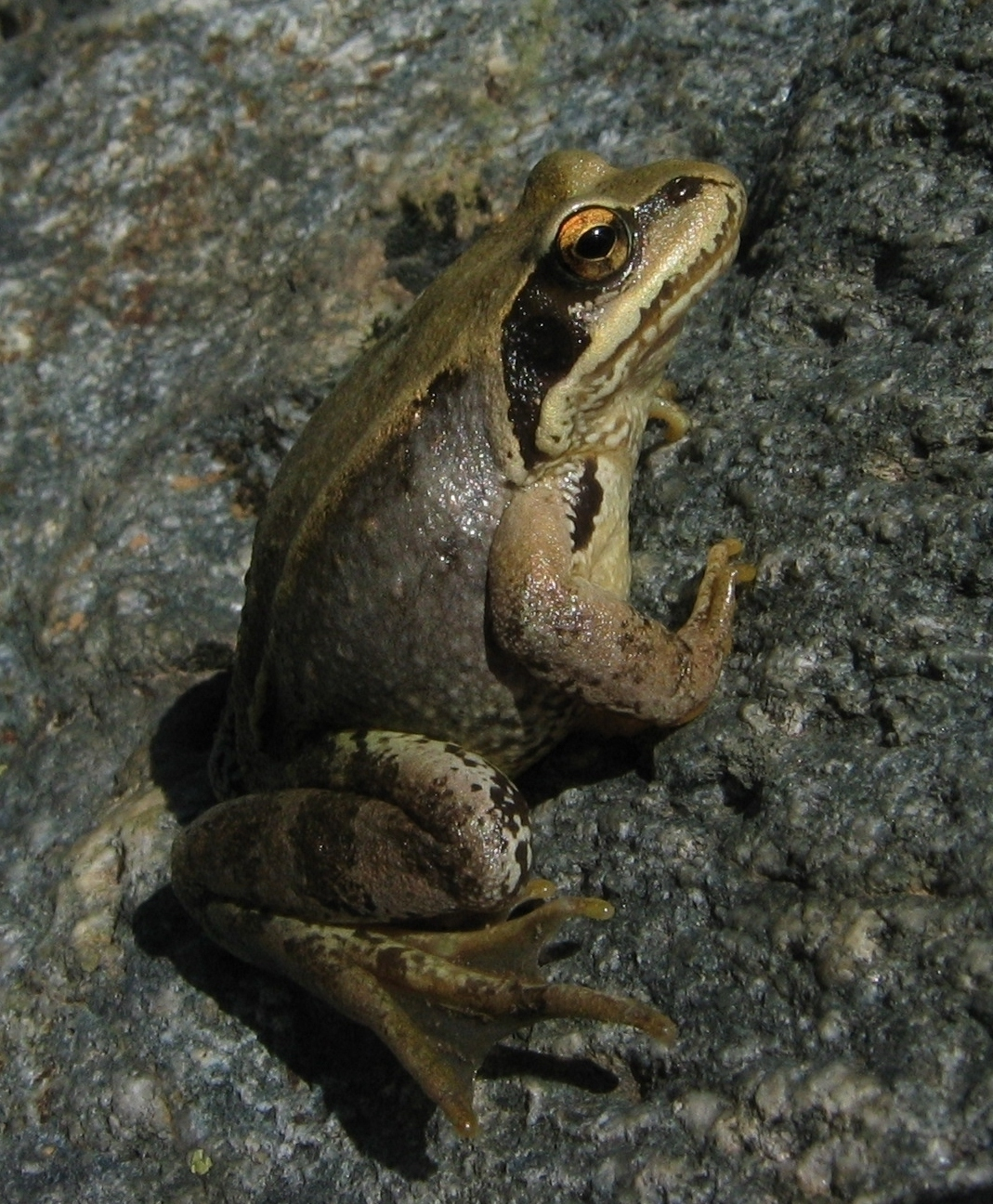
Grenouille agile
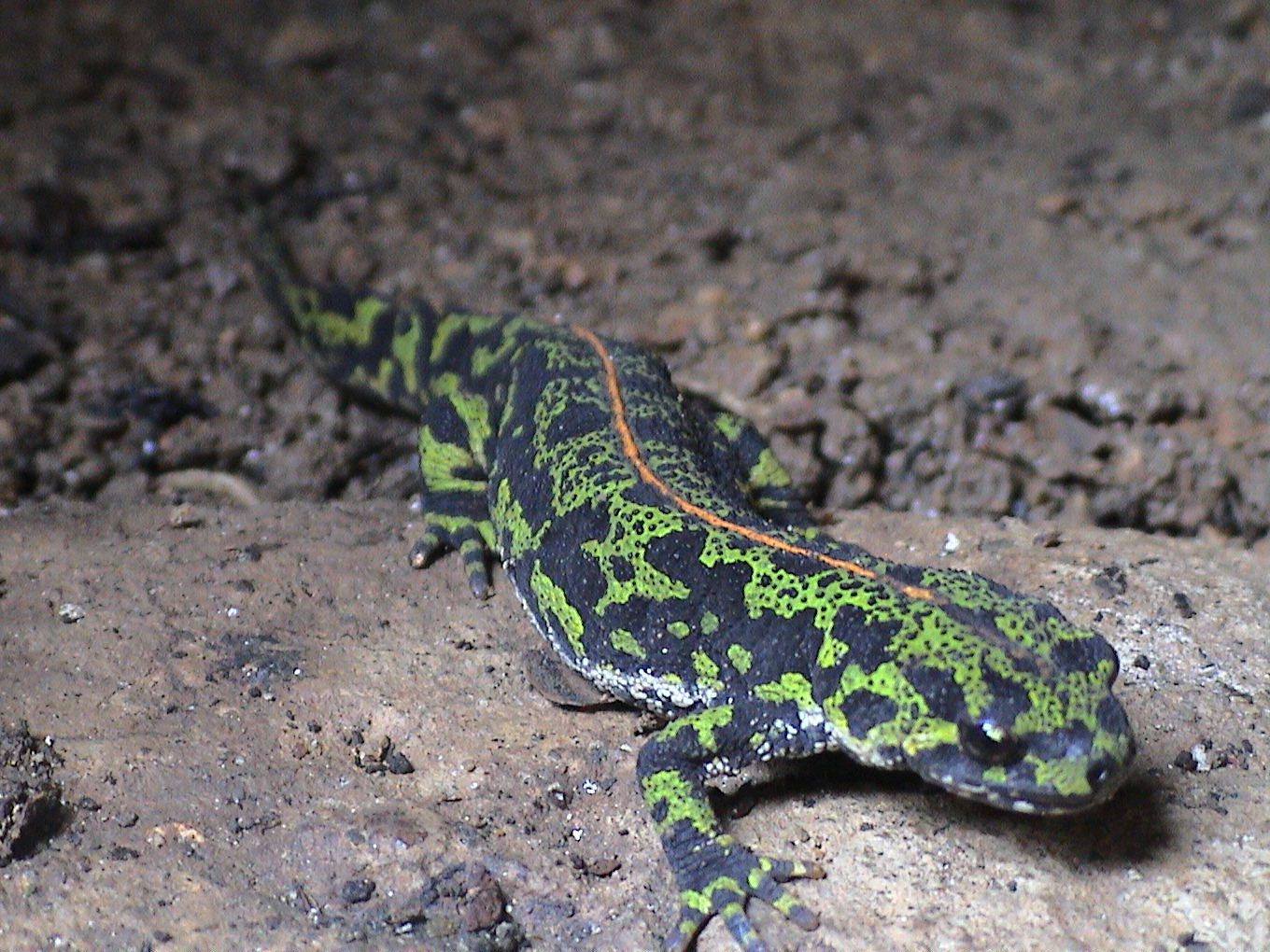
Triton marbré

### Insectes
Ont été répertoriés le lucane cerf-volant (Lucanus cervus), l'agrion de Mercure (Coenagrion mercuriale), la cordulie à corps fin (Oxygastra curtisii) et le gomphe de Graslin (Gomphus graslinii).

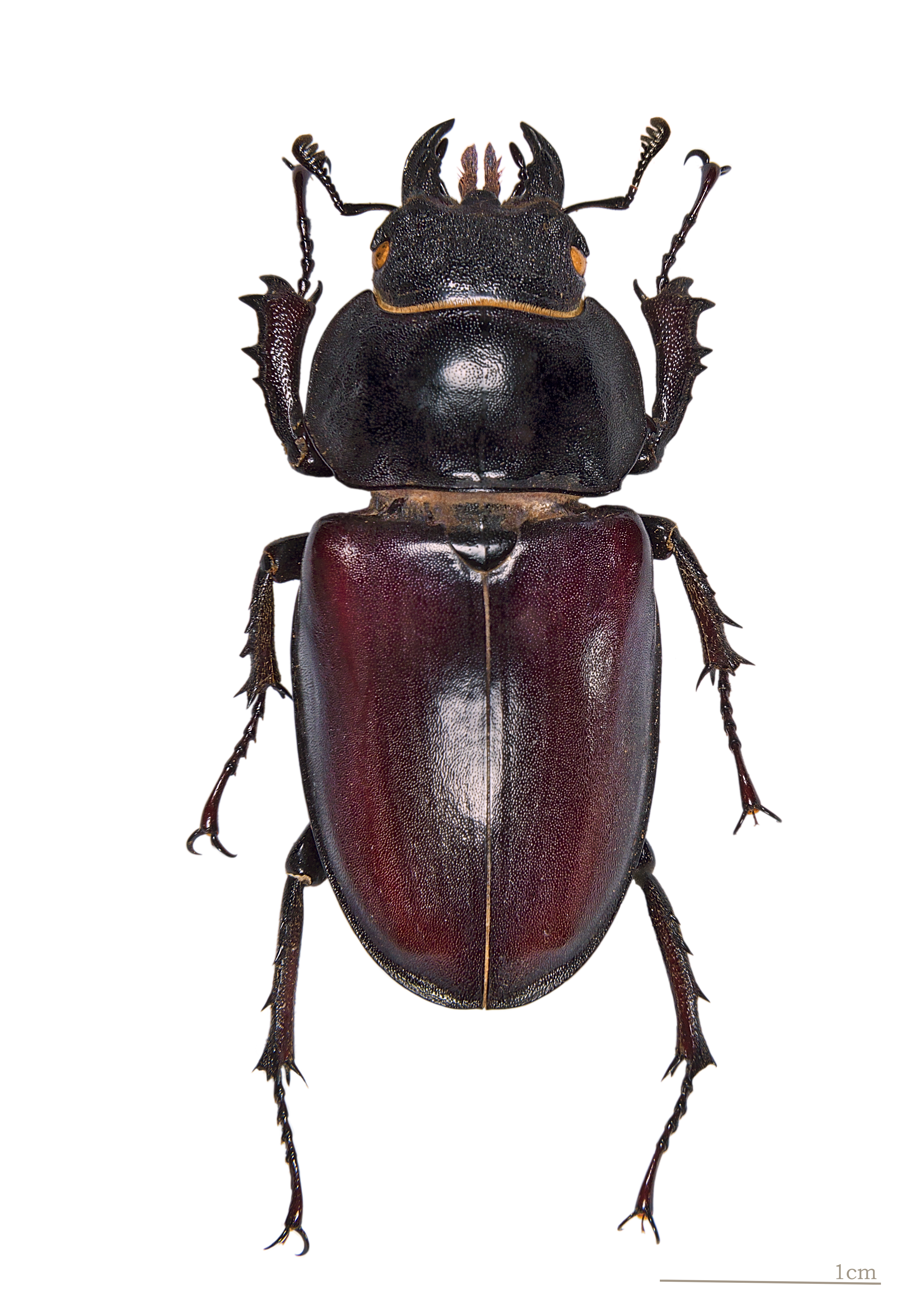
Lucane cerf-volant femelle
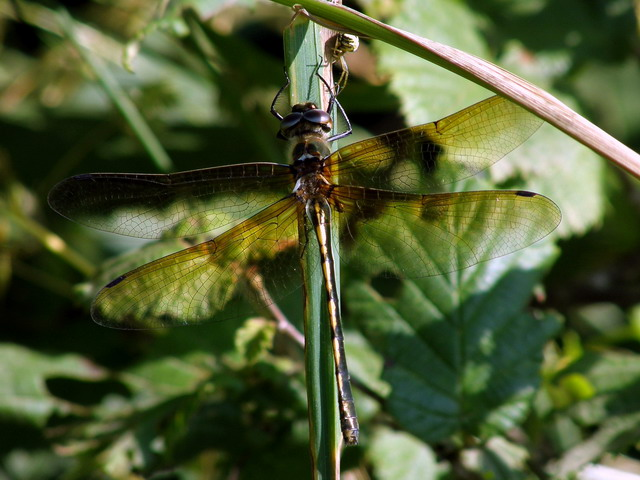
Cordulie à corps fin

### Plantes
La Sabline des chaumes Arenaria controversa est protégée en France où elle n'est présente que dans douze départements.
Les 7 autres espèces, protégées localement en Nouvelle-Aquitaine sont très diverses.
Ce sont deux arbustes le nerprun des rochers Rhamnus saxatilis Jacq. et la Crapaudine de Guillon Sideritis peyrei ssp.guillonii, une plante herbacée le Lin d'Autriche(Linum austriacum), un thesium plante herbacée semi-parasite, le Thesium divariqué et l'Astragale de Montpellier (Astragalus monspessulanus) une légumineuse. La Leucanthène à feuilles de graminées Leucanthemum graminifolium est, elle, une espèce de marguerite.
S'y ajoute une aconit, l'Aconit tue-loup (Aconitum lycoctonum subsp. vulparia), qui se caractérise par sa toxicité, l'aconitine étant un poison mortel pour l'homme.
La Spirée à feuilles de saule Spiraea salicifolia est une plante des milieux frais, fossés qui s'est acclimatées.

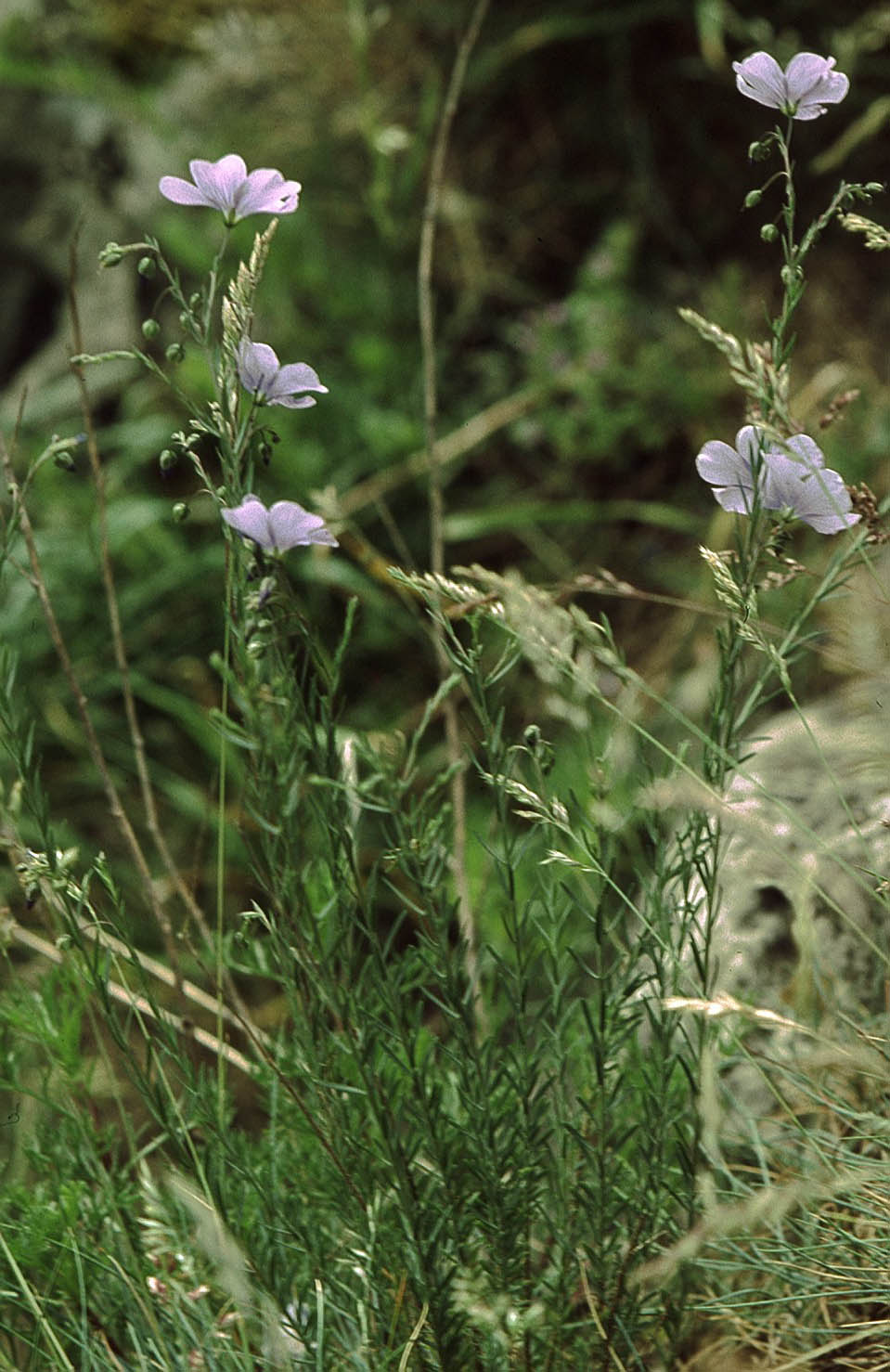
Lin d'Autriche.
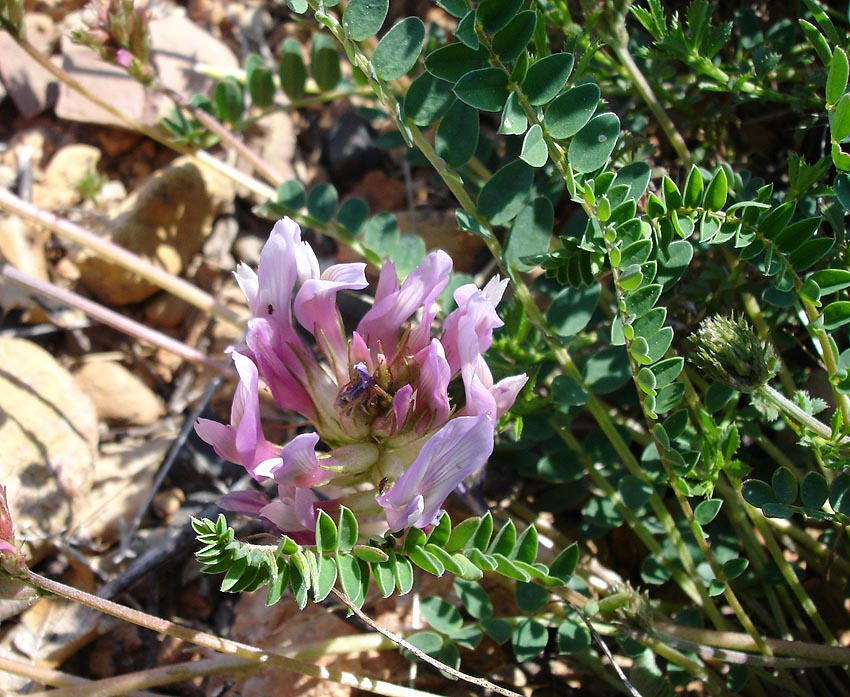
Astragale de Montpellier.
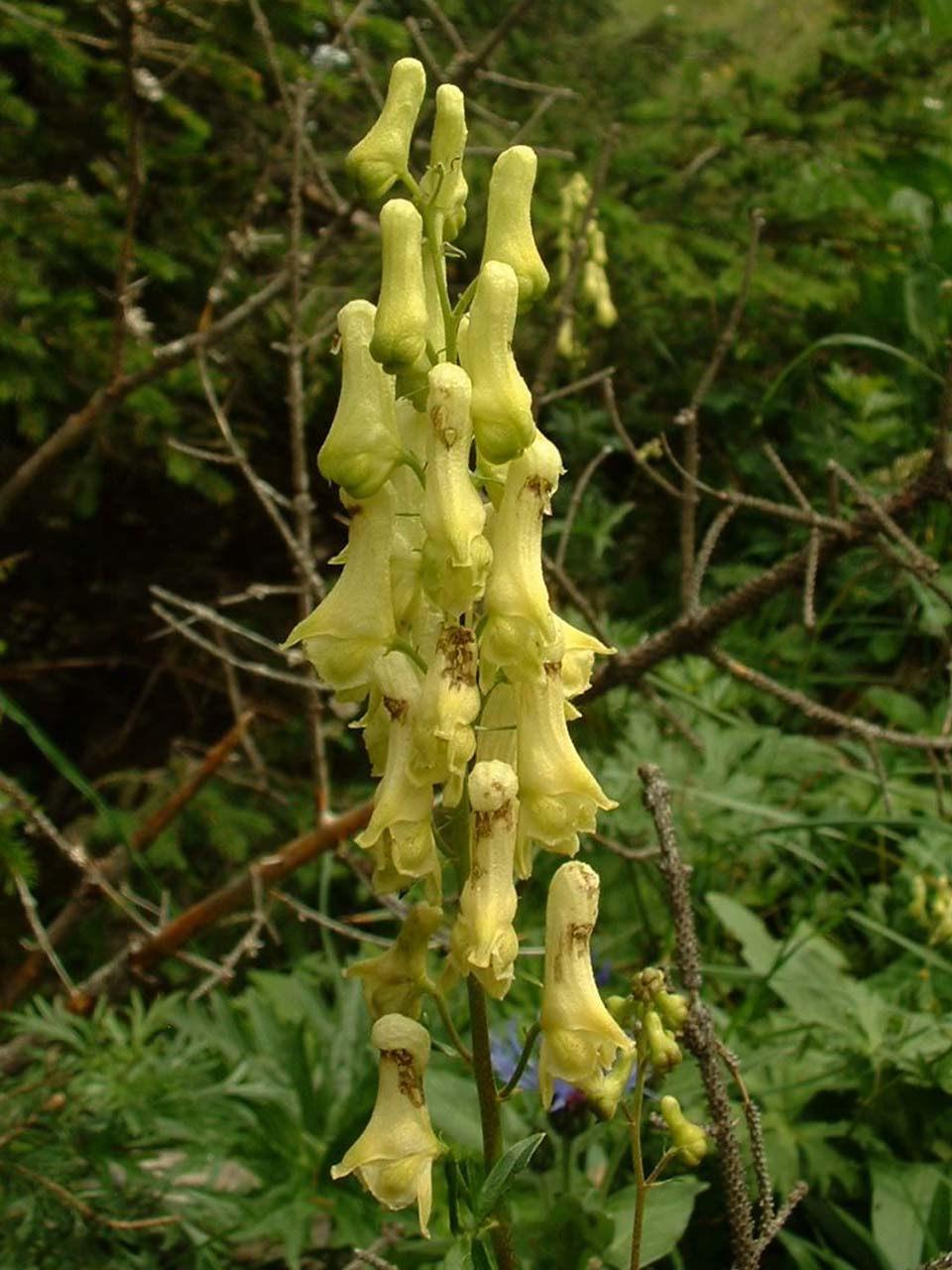
Aconitum lycoctonum subsp. vulparia.

## Conservation du site
En attente du DOCOB (document d'objectif) il n'y a pas de mesure liée au périmètre du Natura 2000, uniquement les mesures de protection des sites et des espèces protégées (au niveau français ou au niveau de la région Nouvelle-Aquitaine).

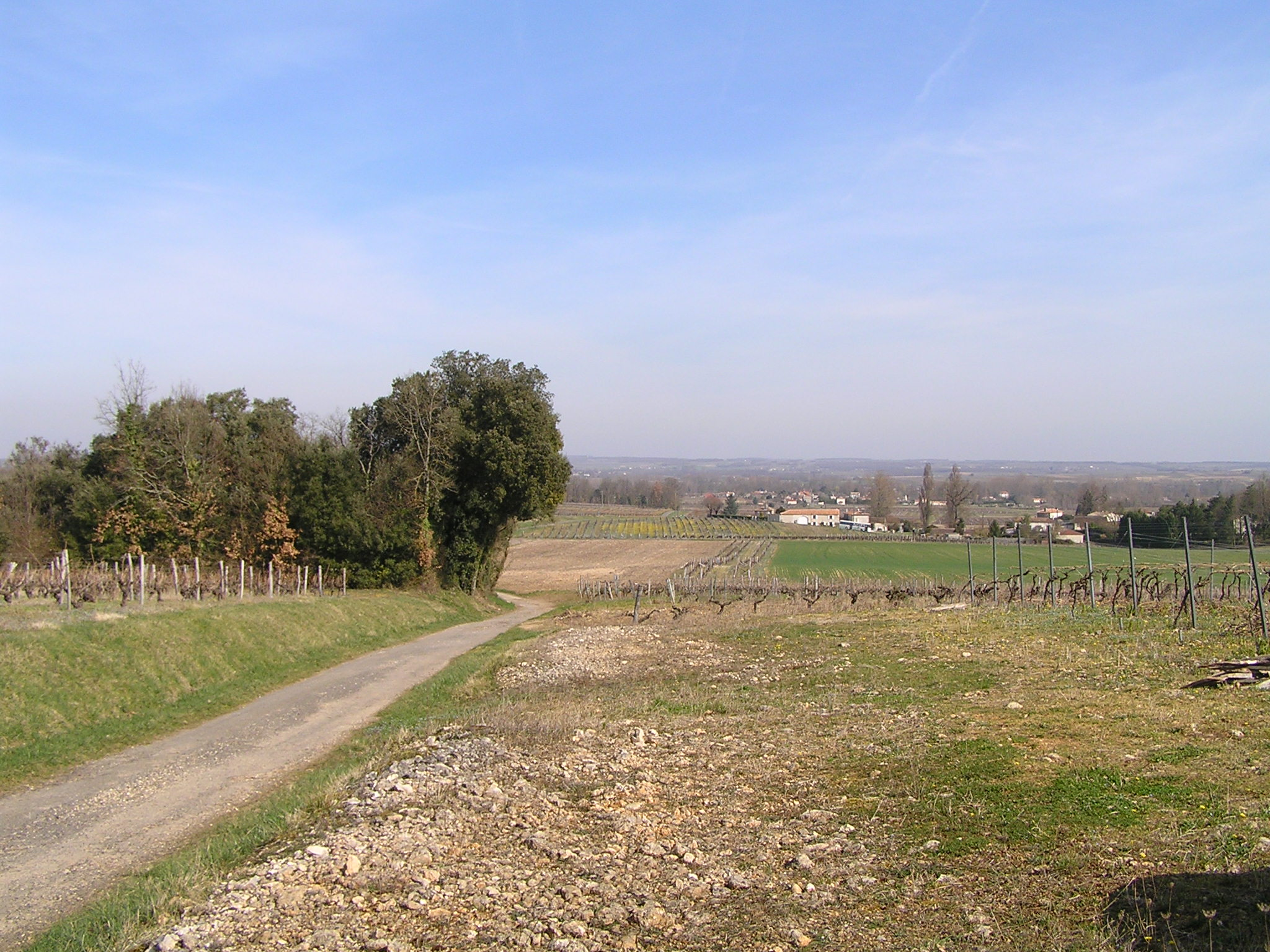
Vue depuis le coteau vers la Charente.